# Adolfo Aguilar Zínser

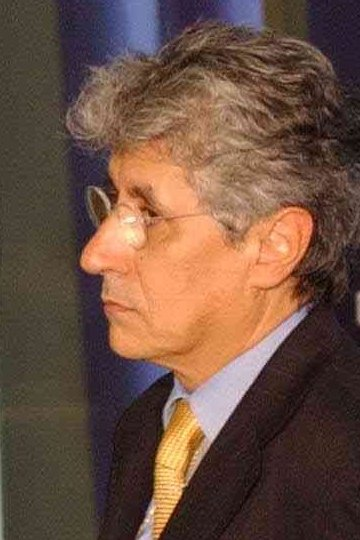
Adolfo Aguilar Zínser

Adolfo Aguilar Zínser (Mexico-Stad, 2 december 1949 - Tepoztlán, 5 juni 2005) was een Mexicaans diplomaat en politicus.
Aguilar Zínser was de kleinzoon van Miguel Ángel de Quevedo. Hij studeerde rechten aan de Nationale Autonome Universiteit van Mexico, internationale betrekkingen aan El Colegio de México en behaalde een master aan de Harvard University. Hij was enige tijd aanhanger van het marxisme en diende als hoofd van het Centrum voor Economische en Sociale studies van de derde wereld onder Luis Echeverría.
Van 1994 tot 1997 zat hij in de Kamer van afgevaardigden voor de Partij van de Democratische Revolutie (PRD) en van 1997 tot 2000 was hij Senator voor de Groene Ecologische Partij van Mexico (PVEM). In 2002 benoemde Vicente Fox hem tot permanente vertegenwoordiger bij de Verenigde Naties. Kort daarna werd Mexico in de veiligheidsraad gekozen, waardoor hij in de Veiligheidsraad diende ten tijde van de crisis rond de Amerikaanse inval in Irak, waaraan Mexico weigerde steun te verlenen.
In november 2003 hield hij een toespraak waarbij hij de Verenigde Staten fel aanviel. Hij beschuldigde de V.S. ervan Mexico te beschouwen als hun achtertuin die ze in een staat van onderworpenheid trachten te houden. President Fox gebood Aguilar hierop ontslag te nemen. Hij maakte Fox daarop uit voor verrader en zei niets verkeerds te hebben gezegd. Vervolgens werd Aguilar uit zijn ambt ontzet.
Na de V.N. verlaten te hebben ontving hij een eredoctoraat van de Ricardo Palma-Universiteit in Peru en presenteerde hij een wekelijks actualiteitenprogramma op tv. Op 5 juni 2005 kwam hij nabij Tepoztlán in Morelos bij een auto-ongeluk om het leven.